# Patrick Zwaanswijk
Patrick Zwaanswijk est un footballeur néerlandais né le 17 janvier 1975. Il évolue au poste de défenseur central.

## Palmarès
- Championnat d'Australie : 2013